# 雅思敏·里貝羅
雅思敏·亞希絲·里貝羅（葡萄牙語：Yasmim Assis Ribeiro，1996年10月28日—），常簡稱雅思敏（Yasmim），是巴西職業女子足球運動員，司職後衛，現效力西班牙女子足球甲級聯賽球隊皇家馬德里和巴西國家女子足球隊。她曾代表巴西參加2024年巴黎奧運女子足球比賽獲得銀牌，以及2024年美洲女子金盃獲得亞軍。
雅思敏在效力於哥林多人的6個賽季中，總共獲得5次女子巴甲聯賽冠軍、3次南美女子自由盃冠軍、3次巴西女子超級盃冠軍、3次聖保羅州聯賽冠軍。她曾旅外至葡萄牙豪門球隊本菲卡，並於2018至2019年賽季獲得葡萄牙女子乙級聯賽（第二級）、葡萄牙女子超級盃、葡萄牙女子盃冠軍。

## 外部連結
- 官方网站
- 雅思敏在哥林多人保利斯塔女子體育俱樂部（英语：Sport Club Corinthians Paulista (women)）
- 雅思敏在皇家馬德里女子足球俱樂部
- Soccerway資料庫：雅思敏·里貝羅
- 雅思敏·里貝羅的Instagram帳戶